# Czerpak (miód)

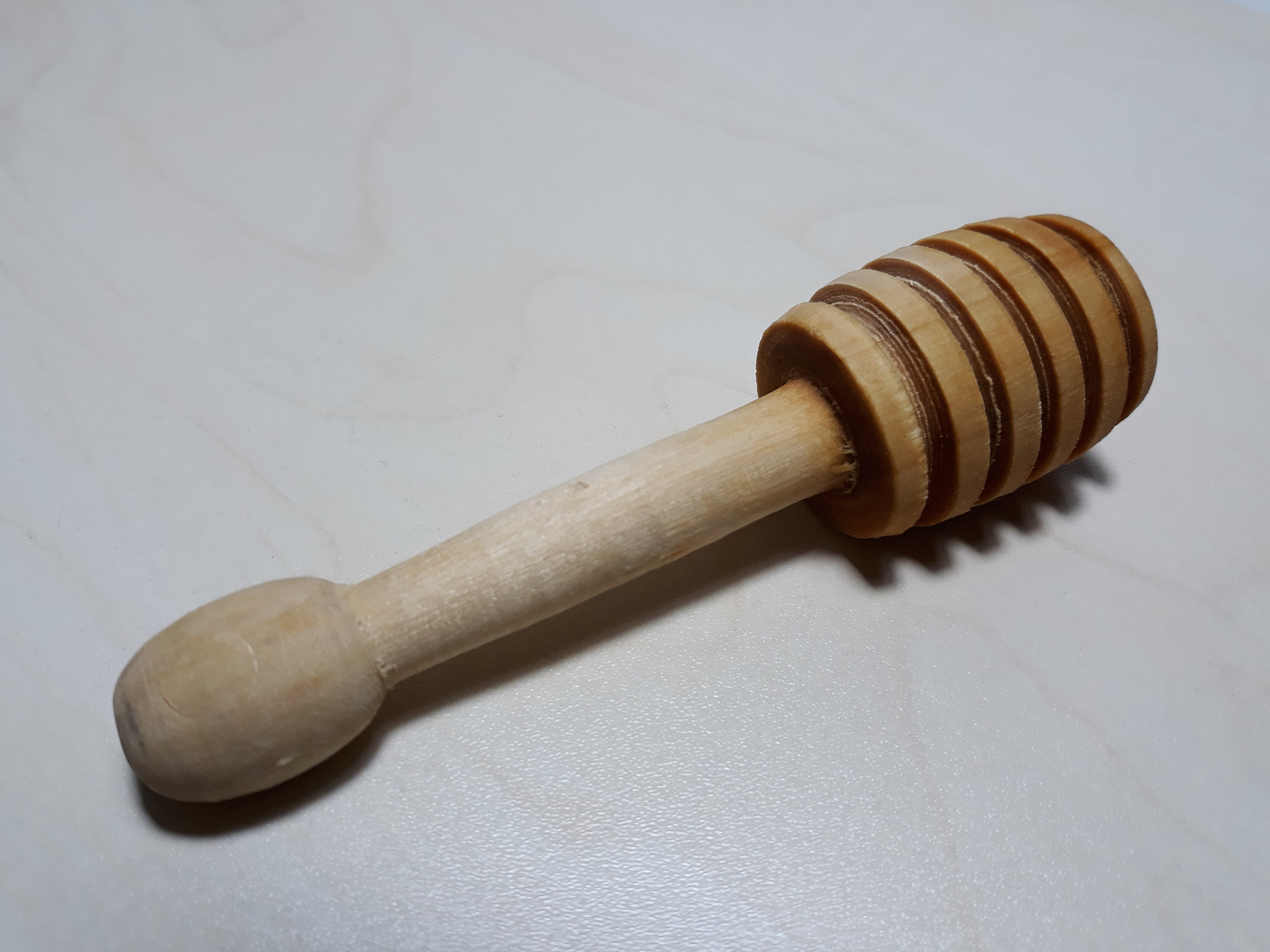
Drewniany czerpak do miodu

Czerpak (inaczej nabierak, pałeczka do miodu, łyżka do miodu lub łyżeczka do miodu) - jeden z przyborów kuchennych, używany do nabierania lepkiej cieczy (zazwyczaj miodu lub syropu) z pojemnika, by móc następnie ją nanieść w wybranym miejscu.

## Opis
Nabieraki zazwyczaj wykonywane są z drewna obrobionego metodą toczoną. Składają się z rękojeści oraz nałożonej na czubek gałki z równomiernie wyżłobionymi rowkami.
Czasami przyrządy te wykonywane są również z tworzywa sztucznego, stali nierdzewnej, posrebrzanego mosiądzu, silikonu, ceramiki lub szkła. Niektórzy użytkownicy nabieraków preferują drewno lub inny miękki materiał, gdyż jest on mniej podatny na tworzenie odprysków na szklanych bądź porcelanowych filiżankach i kubkach.

## Obsługa

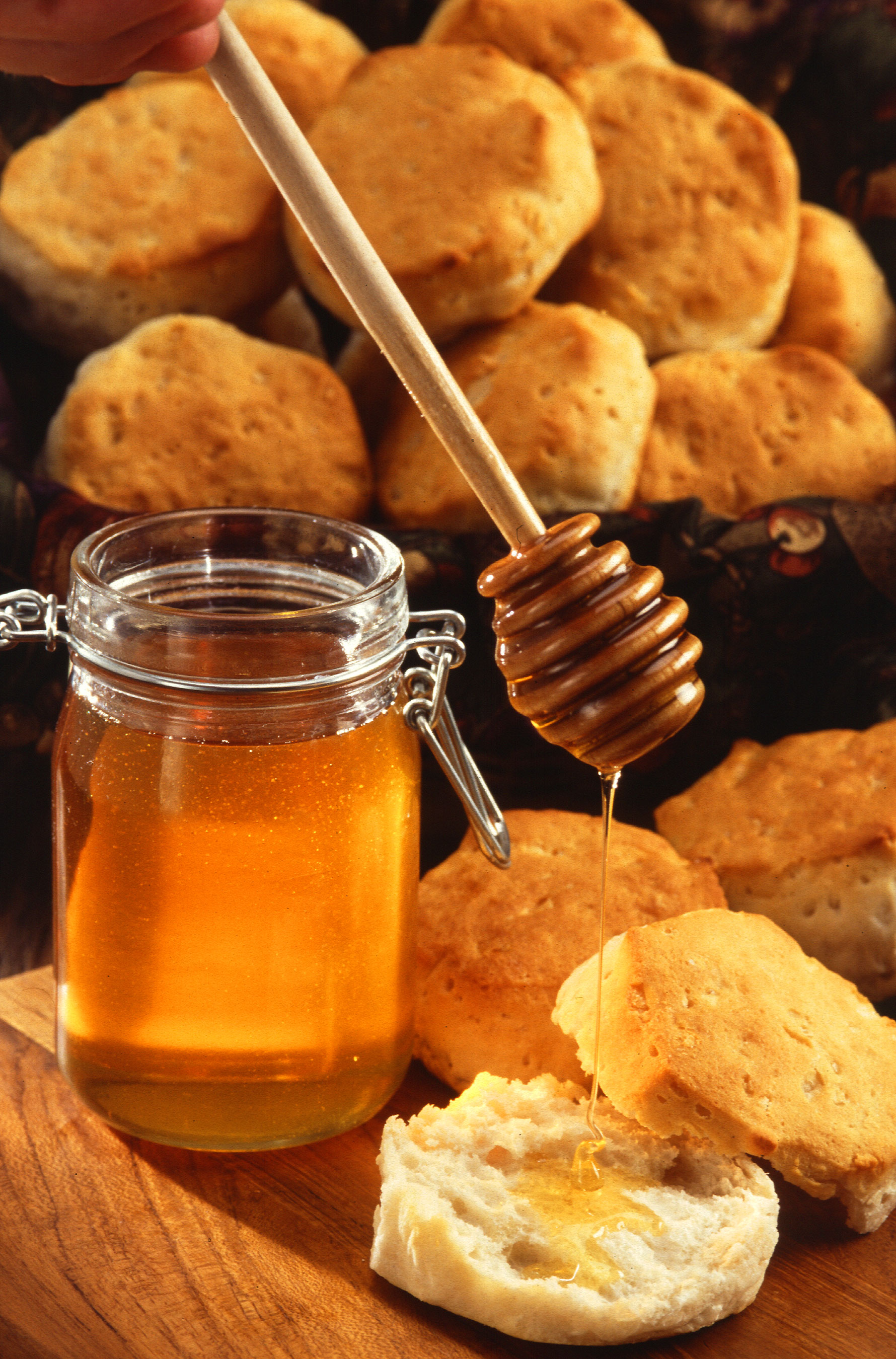
Czerpak w użyciu

Jedna z metod korzystania z czerpaka polega na zanurzeniu gałkowatego końca w wybranym płynie, obróceniu uchwytu do pozycji poziomej w trakcie wyciągania gałki z cieczy, a następnie powolnym obracaniu uchwytu między kciukiem i palcami podczas transportu, dzięki czemu nabrany płyn, zgromadzony głównie w rowkach, nie będzie skapywać. Kiedy ruch obrotowy zostanie wstrzymany to ciecz zacznie się zbierać na dolnych częściach gałki i ściekać, spływając tym samym na wybrany przez użytkownika cel.
Czerpak powszechnie jest używany do skrapiania miodem chleba, herbatników oraz innych produktów tego rodzaju.

## W popkulturze
Maskotka płatków śniadaniowych Honey Nut Cheerios, „BuzzBee”, nosi ze sobą różne wersje czerpaka do miodu. Czerpak pojawia się również przy zabawkach z Kubusiem Puchatkiem firmy Mattel.